# Milan Lanhove
Milan Lanhove, né le 1er novembre 2003, est un coureur cycliste belge.

## Biographie
Durant sa jeunesse, Milan Lanhove joue d'abord au football dans un club de Denderleeuw. Il finit toutefois par se tourner vers le cyclisme en 2021, pour sa seconde année chez les juniors,. Après une première saison passée en individuel, il intègre une équipe basée à Ternat.
Lors de la saison 2023, il obtient trois victoires et diverses places d'honneur dans des interclubs belges, malgré une fracture de la hanche. Il intègre ensuite la réserve de l'UCI ProTeam Bingoal WB en 2024. Bon puncheur, il se classe dixième du Tour de Bohême Occidentale, tout en ayant terminé troisième du prologue. Il finit par ailleurs sixième du Province Cycling Tour, huitième du Tour de Namur, dixième du Tour des 100 Communes ou encore dix-neuvième du Muur Classic Geraardsbergen. Grâce à ses performances, il signe un premier contrat professionnel de deux ans avec la formation Flanders-Baloise, qu'il doit rejoindre en 2025.

## Palmarès et résultats

### Palmarès par année
- 2023
  - Omloop Van de Markvallei
  - 4e étape du Tour de Flandre-Orientale
  - Flèche Mosane

### Classements mondiaux
| Année           | 2024   |
| --------------- | ------ |
| UCI Europe Tour | 1 421e |